# انتخابات مجلس الأمة الكويتي 2008
بعد حل مجلس الأمة الكويتي 2006، تمت الدعوة إلى انتخابات مجلس الأمة الكويتي في يوم 17 مايو 2008، ومنذ يوم 14 أبريل 2008 بدأ المرشحون والمرشحات بالتسجيل للمشاركة في الانتخابات.
وتعتبر هذه الانتخابات هي الأولى التي يتم فيها تجربة النظام الجديد في الدوائر الانتخابية، حيث تم تقليص عدد الدوائر من 25 دائرة إلى 5 دوائر. وقد سجلت هذه الانتخابات رقماً قياسياً بعدد الطعون الانتخابية حيث بلغت 32 طعناً، وكان من بين الطاعنين نواب قد فازوا بالانتخابات ويشككون بعدد الاصوات النهائية وترتيب مراكزهم.
بعد إعلان النتائج سيطر الإسلاميون السنة والشيعة على أكثر من نصف مقاعد المجلس، وقد حقق السنة 21 مقعد بينما فاز الشيعة في خمسة مقاعد، وقد حقق الحركة الدستورية الإسلامية ثلاثة مقاعد وهو نصف عدد مقاعدها في الانتخابات السابقة، وفاز التحالف السلفي الإسلامي بعضرة مقاعد، أما الليبراليون فقد حققوا سبعة مقاعد، وقد فاز الوطنيون بأربعة مقاعد أي خسروا مقعد عن الانتخابات الماضية ولم تحقق أي امرأة الفوز في الانتخابات للمرة الثانية على التوالي.
وفي يوم 17 سبتمبر 2008 أعلنت المحكمة الدستورية عن سقوط عضوية النائبين مبارك محمد الوعلان من الدائرة الرابعة وعبد الله مهدي العجمي من الدائرة الخامسة وفوز عسكر عويد العنزي وسعدون حماد العتيبي بدلا منهم ، وقال سعدون حماد العتيبي بأنه كان يتوقع بصدور الحكم لصالحه، وقال بأن الطعن الذي قدمه كان طعن في نتائج الانتخابات وليس ضد أحد المرشحين، وقال بأن حكم المحكمة الدستورية كان مطابقا للأرقام التي كان يتوقعها حيث حل بالمركز الثامن ب10914 صوت، وقال بأن هذا الحكم غير قابل للطعن، وقد أستغرقت القضية أربعة أشهر، وقال بأنه سيؤدي اليمين الدستورية في أكتوبر ما لم تكون هناك جلسة طارئة، وقال رئيس مجلس الأمة جاسم الخرافي بأنه يحترم قرار المحكمة الدستورية الذي قضي بفوز سعدون حماد العتيبي وعسكر عويد العنزي بعضوية مجلس الأمة، وقال بأن الكويت دولة مؤسسات، وستكون عضوية النائبين مبارك محمد الوعلان وعبد الله مهدي العجمي منتهية من تاريخ صدور الحكم، وقال عسكر العنزي بأنه يثق بالقضاء الكويتي النزيه الذي أرجع الحقوق إلى أصحابها، وقال بأنه طوال الفترة الماضية لم يلتفت إلى الإشاعات التي أطلقها البعض للتأثير على متابعته للإجراءات القضائية، وقال رئيس المجلس البلدي بأنه على عسكر العنزي تقديم استقالته في مدة أقصاها ثمانية أيام حسب القانون، وقال محمد المقاطع بأن حكم المحكمة الدستورية غير قابل للطعن، وقال بأن هذا النوع من الحكم هو الأول في تاريخ المحكمة الدستورية والأول في تاريخ الحياة النيابية.

## توزيع المناطق حسب الدوائر

### الدائرة الأولى
- منطقة الشرق
- منطقة الدسمة
- منطقة المطبة
- منطقة دسمان
- منطقة بنيد القار
- منطقة الدعية
- منطقة الشعب
- جزيرة فيلكا وسائر الجزر
- منطقة حولي
- منطقة النقرة
- منطقة ميدان حولي
- منطقة بيان
- منطقة مشرف
- منطقة السالمية
- منطقة البدع
- منطقة الرأس
- منطقة سلوى
- منطقة الرميثية
- ضاحية مبارك العبد الله الجابر

### الدائرة الثانية
- منطقة المرقاب
- ضاحية عبد الله السالم
- منطقة القبلة
- منطقة الشويخ
- منطقة الشامية
- منطقة القادسية
- منطقة المنصورية
- منطقة الفيحاء
- منطقة النزهة
- منطقة الصليبيخات
- منطقة الدوحة
- منطقة غرناطة
- منطقة القيروان

### الدائرة الثالثة
- منطقة كيفان
- منطقة الروضة
- منطقة العديلية
- منطقة الجابرية
- منطقة السرة
- منطقة الخالدية
- منطقة قرطبة
- منطقة اليرموك
- منطقة أبرق خيطان
- منطقة خيطان الجديدة
- منطقة السلام
- منطقة الصديق
- منطقة حطين
- منطقة الشهداء
- منطقة الزهراء

### الدائرة الرابعة
- منطقة الفروانية
- منطقة الفردوس
- منطقة العمرية
- منطقة الرابية
- منطقة الرقعي
- منطقة الأندلس
- منطقة جليب الشيوخ
- ضاحية صباح الناصر
- منطقة الشدادية
- منطقة صيهد العوازم
- منطقة الرحاب
- منطقة العضيلية
- منطقة العارضية
- منطقة إشبيلية
- ضاحية عبد الله المبارك
- منطقة الجهراء الجديدة
- منطقة الصليبية والمساكن الحكومية
- مدينة سعد العبد الله
- مدينة الجهراء ومناطق البر الممتدة من حدود دولة الكويت مع العراق شمالا وغربا وحدود دولة الكويت مع السعودية حتى مركز المتياهة جنوبا.

### الدائرة الخامسة
- مدينة الأحمدي
- منطقة المقوع
- واره والصبيحية والجعيدان حتى حدود الكويت مع السعودية غربا.
- منطقة هدية
- منطقة الفنطاس
- منطقة المهبولة
- منطقة أبو حليفة
- منطقة الفنيطيس
- منطقة المسيلة
- ضاحية صباح السالم
- منطقة الرقة
- منطقة الصباحية
- منطقة الظهر
- منطقة العقيلة
- منطقة القرين
- منطقة العدان
- منطقة القصور
- منطقة مبارك الكبير
- ضاحية فهد الأحمد
- ضاحية جابر العلي
- منطقة الفحيحيل
- منطقة المنقف
- ضاحية علي صباح السالم وميناء عبد الله
- منطقة الزور
- منطقة الوفرة
- المناطق الجنوبية حتى حدود الكويت مع السعودية جنوبا.

## النتائج
بلغت نسبة المقترعين 60% حسب وكالة الأنباء الكويتية، وقد بلغ عدد المقترعين 214886 شخص من أصل 361684 شخص مسجل، وبلغ عدد المقترعين الرجال في جميع الدوائر 161185 بينما وصل عدد المقترعين النساء إلى 200499 

## الدائرة الأولى[10]
بلغت نسبة المقترعين في الدائرة الأولى 77.5% 
- صالح أحمد عاشور 9314 صوتا
- عبد الله يوسف الرومي 9314 صوتا
- عبد الواحد محمود العوضي 8464 صوتا
- حسن جوهر 7756 صوتا
- حسين ناصر الحريتي 7338 صوتا
- حسين علي القلاف 7274 صوتا
- عدنان عبد الصمد 7155 صوتا
- احمد حاجي لاري 6919 صوتا
- مخلد راشد العازمي 6872 صوتا
- محمد حسن الكندري 6064 صوتا

## الدائرة الثانية[12]
بلغت نسبة المقترعين في الدائرة الثانية 74%، حيث شارك 30576 شخص في الانتخابات من اصل 41365 شخص ، وقد تمت إعادة جمع جميع الأصوات 
- مرزوق علي الغانم 10878 صوتا
- جاسم الخرافي 10839 صوتا
- خالد سلطان بن عيسى 8687 صوتا
- محمد براك المطير 7508 صوتا
- جمعان ظاهر الحربش 6496 صوتا
- محمد جاسم الصقر 6266 صوتا
- علي فهد الراشد 5902 صوتا
- خلف دميثير العنزي 5569 صوتا
- عبد اللطيف عبد الوهاب العميري 5361 صوتا
- محمد عبد الله العبد الجادر 3636 صوتا

## الدائرة الثالثة[15]
بلغت نسبة المقترعين في الدائرة الثالثة 68% حيث صوت 39848 ناخب وناخبة في الانتخابات من أصل 58674 ناخب وناخبة 
- فيصل علي المسلم 12695 صوتا
- عادل عبد العزيز الصرعاوي 11242 صوتا
- وليد مساعد الطبطبائي 9753 صوتا
- علي صالح العمير 8931 صوتا
- صالح محمد الملا 7656 صوتا
- أحمد عبد المحسن المليفي 6948 صوتا
- روضان عبد العزيز الروضان 6586 صوتا
- عبد العزيز حمد الشايجي 6250 صوتا
- أحمد عبد العزيز السعدون 6105 صوتا
- ناصر جاسم الصانع 6058 صوتا

## الدائرة الرابعة[17]
بلغت نسبة المقترعين في الدائرة الرابعة 65%، حيث صوت 60690 في الانتخابات من اصل 93710 
- مسلم محمد البراك 14043 صوتا
- علي سالم الدقباسي 12548 صوتا
- محمد هايف المطيري 12106 صوتا
- ضيف الله فضيل بورمية 11482 صوتا
- سعد علي الخنفور 10567 صوتا
- ناصر فهد الدويلة 10488 صوتا
- محمد الهطلاني 9765 صوتا
- رجا حجيلان المطيري 9474 صوتا
- حسين قويعان المطيري 8394 صوتا
- مبارك محمد الوعلان 8340 صوتا
- عسكر عويد العنزي 10914 صوتا

## الدائرة الخامسة[19]
بلغت نسبة المقترعين في الدائرة الخامسة 60% حيث صوت 61016 من أصل 101294 شخص 
- فهد دهيسان اللميع العازمي 15906 صوتا
- مرزوق فالح الحبيني العازمي 15621 صوتا
- جابر سعد المحيلبي العازمي 15477 صوتا
- محمد هادي الحويلة العجمي 15284 صوتا
- عبد الله فالح راعي الفحما العازمي 15196 صوتا
- سعدون حماد عبيد العتيبي 13851 صوتا
- عبد الله حشر البرغش العجمي 13525 صوتا
- محمد فالح العبيد العجمي 12513 صوتا
- حسين براك هادي الدوسري 11930 صوتا
- عصام سلمان جاسم الدبوس 11803 صوتا